# Outlaws de l'Arizona
Stade
Les Outlaws de l'Arizona (en anglais : Arizona Outlaws) étaient une franchise professionnelle de football américain basée à Phoenix qui évolua en United States Football League en 1985. Cette formation fondée par fusion des Outlaws de l'Oklahoma et des Wranglers de l'Arizona évoluait au Sun Devil Stadium (70 030 places). 
Lors de leur unique saison à Phoenix, les Outlaws enregistrèrent une moyenne de spectateurs de 17 881.

## Saison par saison
| Saison | Vic. | Déf. | Nuls | classement    | en play-offs |
| ------ | ---- | ---- | ---- | ------------- | ------------ |
| 1985   | 8    | 10   | 0    | USFL 4e Ouest | --           |